# Río Parrita
El río Parrita es un río de Costa Rica, perteneciente a la Vertiente del Pacífico. Es un corto pero caudaloso río ubicado en el Pacífico Central del país. Nace de la confluencia de los ríos Pirrís y Grande de Candelaria, a la altura de Bijagual de Acosta, con el nombre de río Parritilla. Recorre un trayecto de norte a sur hasta desembocar en el Océano Pacífico. Junto con el río Pirrís, presenta una longitud de 82 km, y conforma la cuenca Parrita-Pirrís, con una extensión de 1.288,60 km², que corresponde al 2,52% de la superficie nacional. Se caracteriza por el gran arrastre de material sedimentario, que vuelve fértiles los suelos de las llanuras de Parrita, por lo cual éstas son altamente aptas para la agricultura.

## Curso
La cuenca del río Parrita es irrigada principalmente por el río Pirrís, que nace en el Cerro de la Muerte a 3.400 m s. n. m., y tras recibir las aguas del río Grande de Candelaria a la altura de Bijagual de Acosta, forma el río Parritilla, que luego cambia de nombre a río Parrita. El río Parrita recibe, además, las aguas de las quebradas Surubres, Tigrillo, Pilas, Palma, Bijagual, Sardinal y Cacao, que nacen en el cantón de Parrita y tienen un curso de noreste a suroeste y noroeste a sureste. El Pirrís, por su parte, presenta una dirección de norte a sur.

## Hidrología
La cuenca Pirrís-Parrita es una cuenca relativamente grande en Costa Rica. Abarca 130.000 hectáreas (1.288 km² aproximadamente). Esta cuenca se inicia en las faldas del Cerro de la Muerte, en la Cordillera de Talamanca, y finaliza en la desembocadura del Parrita en el Pacífico Central de Costa Rica, cerca de la población costera de Parrita.
Esta cuenca presenta tres secciones:
- la parte alta, que se ubica entre 1.400 y 3.400 m s. n. m., con la mayor altitud a nivel del cerro Vueltas, donde se original el cauce del río Pirrís.

- la parte media se extiende entre los 400 y los 1.400 m s. n. m. Como la parte alta, presenta una topografía bastante ondulada. Tanto la parte alta como la media son muy susceptibles a sufrir deslizamientos.

- la parte baja, entre los 0 y 400 m s. n. m., corresponde a las llanuras aluviales de Parrita, e inicia en Bijagual de Acosta, donde el río Pirrís sirve de límite entre Parrita y este cantón josefino. Es poco susceptible a los deslizamientos pero muy propensa a inundaciones.

Hidrogeológicamente, la cuenca presenta en forma general:
- rocas ígneas intrusivas, volcánicas y piroclásticas del Mioceno.
- rocas sedimentarias del Oligoceno y el Mioceno.
- rocas marino someras del Mioceno.

Además, en la parte media, presenta:
- rocas sedimentarias del talud continental (Paleoceno-Eoceno y Oligoceno).
- rocas sedimentarias de plataforma (Eoceno-Oligoceno).
- rocas sedimentarias marino someras (Mioceno).
- rocas ígneas intrusivas (Cretácico Superior).
- rocas submarinas (Cretácico Superior-Eoceno).

La parte baja, finalmente, tiene rocas sedimentarias continentales del Plio-Pleistoceno y marino someras y transición del Holoceno. En esta parte, además, se encuentra parte del acuífero de Parrita (caudal promedio 1-10 l/s, espesor 20 m). 
Estructuralmente, el terreno de la cuenca del Parrita presenta fallas inversas de rumbo este-oeste en la parte norte, y fallas dextrales de noroeste-sureste y fallas sinestrales noreste-suroeste en la parte media.
En la zona de drenaje del río Parrita los suelos son de tipo entisol, aunque el principal tipo de suelo en el resto de la cuenca es el ultisol. Hay suelos tipo inceptisol en una sección al noreste en la parte alta, y en la parte más baja de la cuenca cerca de la costa.

## Clima
Presenta un régimen de precipitación típico del Pacífico central, con estaciones seca (diciembre-abril) y lluviosa (mayo-noviembre) bien definidas.
La precipitación media anual oscila entre 1500 a 3000 mm en la parte alta, de 3000 a 4000 mm en la parte media y de 4000 a 5000 mm en la parte baja. Los meses de setiembre y octubre suelen ser los más lluviosos. Este nivel de precipitación hace a las llanuras de Parrita altamente susceptibles a la inundación. En la estación seca, el nivel de lluvia puede ir de 0 a 50 mm.
La temperatura media anual se da entre los 16 a 18 °C en la parte alta, entre 18 a 26 °C en la parte media y 28 °C en la parte baja de la cuenca.

## Ecología
En la zona de desembocadura del río Parrita el bosque predominante es del tipo bosque húmedo tropical transición a per húmedo, mientras que en la parte alta de la cuenca (cerro Vueltas) bosque pluvial montano. Conforme la elevación va en detrimento, la clasificación es del tipo bosque muy húmedo montano bajo y bosque húmedo montano bajo y bosque muy húmedo premontano.
Existen tres zonas protegidas dentro de la cuenca Pirrís-Parrita:
- Reserva forestal Los Santos: protege el cerro Vueltas y las cuencas del río Naranjo, el río Reventazón y el río Parrita.
- Zona protectora Cerros de Escazú: protege los cerros de este nombre y las cuencas de los ríos Grande de Tárcoles y Parrita.
- Zona protectora Cerro Caraigres: abarca este macizo montañoso y la cuenca del río Pirrís.

Además, dentro de la cuenca del Pirrís se encuentra la Reserva Indígena de Zapatón, en el cantón de Puriscal.

## Economía
El principal producto agrícola que se produce en la cuenca del Parrita es la palma africana, seguida del arroz y la piña para exportación. Durante los años 50, fue muy importante la actividad bananera. También se desarrolla la ganadería y el turismo.
La oferta hídrica de la cuenca es de 1526,77 hm3/año, dependiente de la estación climática. El uso de agua de la cuenca se distribuye de la siguiente forma:
- 44.34 % para acueducto.
- 44.02 % para riego.
- 7.47 % de uso agroindustrial.
- 1.99 % para uso agropecuario.
- 1.75% para consumo humano.
- 0.42% para turismo.
- 0.01% de uso comercial.
- 0.002% de uso industrial.